# Lista över kristna församlingar i Göteborg
Lista över församlingar i Göteborgs kommun. 

## Svenska kyrkani Göteborg
Göteborgs södra kontrakt
- Domkyrkoförsamlingen i Göteborg
- Göteborgs Annedals församling
- Göteborgs Haga församling
- Göteborgs Johannebergs församling
- Göteborgs Masthuggs församling
- Göteborgs Oscar Fredriks församling
- Göteborgs Vasa församling
- Tyska Christinae församling i Göteborg (icke-territoriell församling)
- Askims församling
- Göteborgs Carl Johans församling
- Högsbo församling
- Näsets församling
- Styrsö församling
- Tynnereds församling
- Västra Frölunda församling
- Älvsborgs församling
- Bergums församling
- Björkekärrs församling
- Göteborgs S:t Pauli församling
- Härlanda församling
- Örgryte församling

Göteborgs norra kontrakt
- Backa församling
- Biskopsgårdens församling
- Björlanda församling
- Brunnsbo församling
- Brämaregårdens församling
- Bäckebols församling
- Lundby församling
- Rödbo församling
- Torslanda församling
- Tuve-Säve församling
- Angereds församling
- Bergsjöns församling
- Kortedala församling
- Nylöse församling

## Equmeniakyrkan
- Betlehemskyrkans Missionsförsamling
- Johannebergs Missionsförsamling
- Lövgärdets Missionsförsamling
- Redbergskyrkans Församling
- Flatåskyrkans Församling
- Bellevue Frikyrkoförsamling
- Kortedala Frikyrkoförsamling
- Rambergskyrkans Missionsförsamling
- Angereds Missionsförsamling
- Tomaskyrkans Församling
- Bergums Missionsförsamling
- Majornas Missionsförsamling
- Styrsö Missionsförsamling
- Donsö Missionsförsamling
- Vrångö Missionsförsamling
- Fiskebäcks Missionskyrka
- Göteborgs baptistförsamling Tabernaklet
- S:t Jakobs kyrka

## Pingströrelsen
- Elimförsamlingen Billdal
- Livskraft
- Smyrnaförsamlingen i Göteborg
- Elimförsamlingen Styrsö
- Betelförsamlingen Asperö-Brännö
- Betelförsamlingen Vrångö
- Filadelfiaförsamlingen Västra Frölunda
- Connect Church Göteborg
- Finska Pingstförsamlingen

## Svenska Alliansmissionen
- Backadalskyrkan
- Fiskebäcks Frikyrkoförsamling
- Opalkyrkan
- Åkeredskyrkan

## Evangeliska Frikyrkan
- Björkhöjdskyrkan
- Lyktan, Tuve Frikyrkoförsamling
- Matteus Församling
- Saronförsamlingen i Göteborg
- Mötesplatsen Angered

## Trosrörelsen
- Livets Ord, Göteborg

## Katolska Kyrkan
I Göteborg finns tre församlingar tillhörande Stockholms katolska stift:
- Kristus Konungens församling, Göteborg
- Maria Magdalenas församling, Hisingen
- Sankt Paulus av Korsets församling, Angered

## Missionsprovinsen
- Immanuelförsamlingen (f.d. Kvillebäckens församling), Hisingen
- Katakomben, Göteborg

## Fristående församlingar
- Brobyggarna
- Göteborgskyrkan
- Församlingen Agape som driver [ https://youtube.com/@PilgrimMediaSE Pilgrim Media]
- Göteborgs Internationella Baptistkyrka